# Eckart (buurt)
Eckart is een buurt in het stadsdeel Woensel-Noord in de Nederlandse stad Eindhoven. De buurt ligt in de wijk Dommelbeemd. Op 1 januari 2023 telde de buurt 4.280 inwoners, verdeeld over 2.060 woningen, met een gemiddelde WOZ-waarde van € 289.000, op een oppervlakte van 0,68 km².
De buurt wordt aan de noordzijde begrensd door de Airbornelaan, in het oosten door enkele vijvers, in het zuiden door de Sterrenlaan en in het westen door de John F. Kennedylaan. Ten noorden van de buurt ligt de buurt Vaartbroek, ten oosten Luytelaer, ten zuiden Oude Gracht-West en ten westen Vlokhoven.
Vroeger bevindt zich hier Heerlijkheid Eckart.
In de buurt staat de Morgensterkerk.